# Jacques de Molay
Jacques de Molay (Borgonya, entre 1240 i 1244 - París, 18 de març del 1314) fou un noble francès i l'últim Gran Mestre del Temple. Estigué en el setge d'Acre, però malgrat la derrota no prengué aquesta com a definitiva i organitzà noves campanyes per expulsar els musulmans de Terra Santa. Es negà a la proposta d'unificar les ordes que vetllaven per aquesta mateixa funció. Inesperadament, a París fou acusat d'heretgia i d'inducció a la sodomia, acusacions que no es va prendre seriosament probablement per ser infundades, però el procés va tirar endavant i mitjançant tortura, fou condemnat a mort.

## Orígens

Escut d'armes de Jacques de Molay

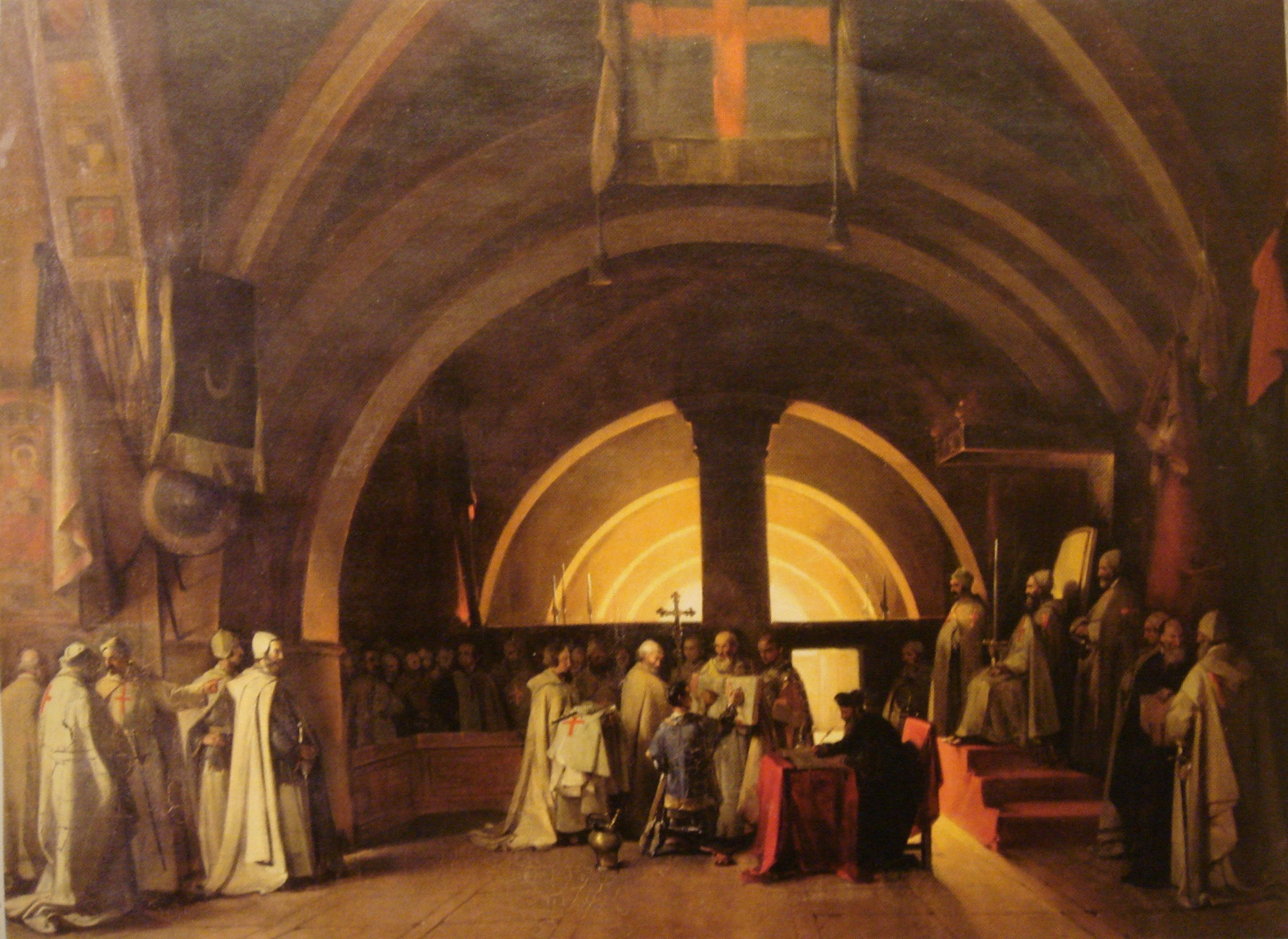
Ordenació de Jacques de Molay, pintura de Marius Granet. Una de les acusacions deia que va escopir a la creu durant aquesta cerimònia.

Jacques procedia de família noble, fill de Joan de Lonvy, senyor de Lonvy, hereu de Mathe i senyor de Rahon, senyoriu del qual depenien moltes altres terres, principalment Molay, que era una parròquia de la diòcesi de Besançon.
El 1265, en la ciutat de Beaune es va unir a l'Orde dels Pobres Cavallers de Crist del Temple de Salomó, coneguts comunament com a Cavallers Templers o Orde del Temple, on tenien una comanda. En aquell moment Terra Santa estava sent amenaçada pels mamelucs i l'envien com a cavaller en una data imprecisa que devia ser entre el 1266 i el 1271.

## Gran Mestre del Temple
Després de la caiguda d'Acre en el setge del 1291, en què morí el gran mestre de l'orde, Guillem de Beaujeu, els templers es van replegar a Xipre. Allà van enderrocar el castell templer i el port fou cobert amb la runa per evitar un desembarcament que tingués per objectiu capturar la ciutat. En qüestió de mesos, les ciutats restants en poder dels croats van caure amb facilitat, incloent Sidó (14 de juliol), Jaffa (30 de juliol), Beirut (31 de juliol), Tortosa (3 d'agost) i Atlit (14 d'agost). A la primavera del 1292, Thibaud Gaudin, morí prematurament i llavors van escollir Jacques de Molay com a nou gran mestre, el vint-i-tresè.

## Activitat diplomàtica a Europa
El 1293 desembarcà a Marsella i organitzà un capítol a Montpeller en què demanava als assistents que fossin més caritatius i acollidors que mai en les respectives comandes per tal de compensar la mala reputació que havia suposat la pèrdua de Terra Santa. Després viatjà a Aragó per resoldre una disputa patrimonial entre Jaume II i l'orde. Llavors va viatjar a Anglaterra perquè Eduard I havia imposat multes al cap dels templers en aquelles terres. Tot seguit viatjà a Roma on Bonifaci VIII, acabat d'escollir papa, li confirmà els privilegis de l'orde i van comentar la necessitat de preparar una nova croada.
El 1296 va donar a conèixer les seves intencions en un capítol congregat a Arles. Amb el suport dels aragonesos aviat va començar a traslladar contingent cap a Xipre. En arribar a l'illa va haver d'ensenyar la butlla papal d'exempcions, ja que Enric II de Xipre li exigia el pagament de taxes com si fos un comerciant.

## Retorn a l'activitat militar

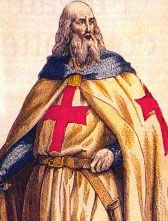
Jacques de Molay, últim Gran Mestre de l'Orde del Temple

El 1298 va arribar la notícia que el castell templer de Rocaguillem, situat a Armènia, havia estat atacat. Jacques de Molay i Guillaume de Villaret, gran mestre dels hospitalers, van anar a defensar la plaça. Atès que els guerrers cristians eren molt inferiors en nombre als musulmans decidiren que seria bo escortar el cap dels mongols de Pèrsia, Mahmud Ghazan, fins a Roma per pactar amb el papa una aliança contra els turcs.
De camí a Armènia, el 1300, va organitzar una incursió contra els turcs d'Alexandria i va deixar una forta guarnició a l'illa d'Arwad per fer possibles noves expedicions. El soldà An-Nàssir Muhàmmad ibn Qalàwun, però, la va fer prendre per assalt el 1302. Allà va caure en mans musulmanes el darrer cap militar templer, fra Dalmau de Rocabertí, a qui va aconseguir rescatar el rei Jaume el Just. Va organitzar, entre 1293 i 1305, múltiples expedicions contra els musulmans del soldà mameluc d'Egipte, An-Nàssir Muhàmmad ibn Qalàwun.

## Retorn a Europa
A finals del 1306 Jacques rebé carta del nou papa Climent V, que s'havia establert a França, per tractar sobre la nova croada. Convocat a un sínode a Poitiers el 6 de juny, Molay es va negar a acceptar el projecte d'unificació dels ordes militars (projecte Rex bellator, impulsat per fra Ramon Llull). Pel que fa a la reconquesta de Terra Santa, proposà que el papa excomuniqués els italians que comerciaven amb els turcs i que convoqués una nova croada amb molts més soldats que les anteriors.
La situació que va trobar en arribar a França va ser preocupant, el rei Felip IV havia humiliat i indirectament causat la mort al papa anterior. Aquest rei havia demanat préstecs a l'orde dels templers, que no tornava i, a més, estava escampant el rumor que els cavallers templers tenien d'amagat comportament depravat i herètic. França estava en una situació econòmica delicada, el 1306 el rei va fer devaluar la moneda per segona vegada en poc temps i els ciutadans de París es van revoltar. Els templers li van oferir acollida a la seva fortalesa, ja que el palau reial estava en obres. Allà, mogut per l'enveja i l'opinió de consellers sense escrúpols com Guillem de Nogaret i el seu confessor Guillem Imbert, devia ordir el pla d'anul·lar l'orde i quedar-se els seus béns per eixugar els deutes de l'Estat.

## Judici i mort (13-10-1307)

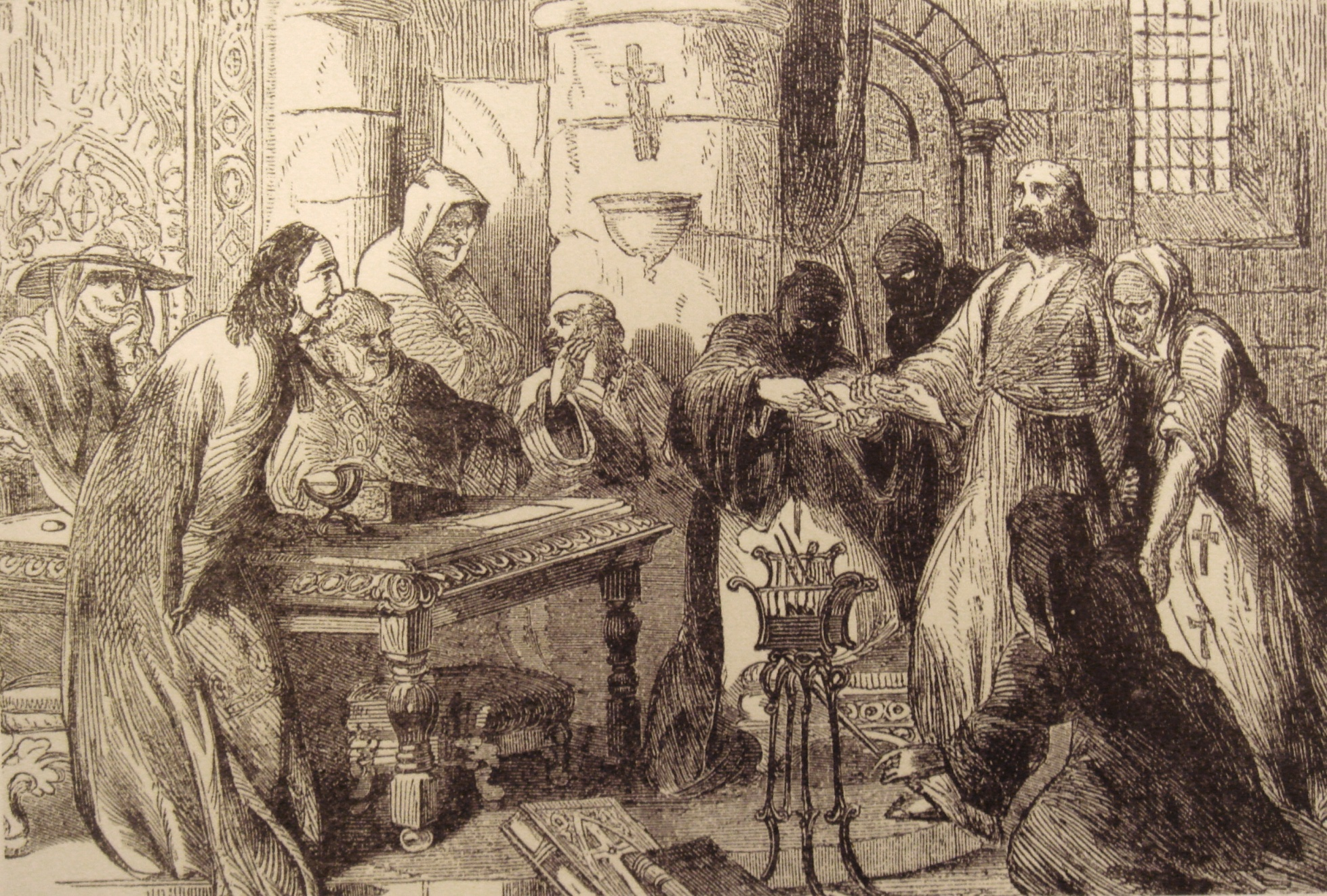
El judici de Jacques de Molay, segons un gravat del.

Jacques de Molay no es va prendre seriosament els rumors que li van arribar: no va tenir en compte unes acusacions que venien principalment d'un home excomunicat pel papa com era Guillem de Nogaret i d'un membre expulsat de l'orde dels templers, Esquiu de Floryan? El 14 de setembre, Felip va aprofitar els rumors i certes investigacions per iniciar la seva acció contra els templers, enviant una ordre secreta als seus agents arreu de França per dur a terme una detenció massiva de tots els templers. La idea de Felip era detenir els templers i confiscar els seus béns per així incorporar la seva riquesa al Tresor Reial apart d'alliberar-se de l'enorme deute que tenia amb l'Orde. El dia 12 d'octubre de 1307 Molay va acudir a Paris on va ser portador del fèretre en el funeral de Caterina de Courtenay, esposa del germà del rei, Carles I de Valois. A la matinada del divendres 13 d'octubre de 1307, en una incursió de l'exèrcit reial, Molay i seixanta dels seus cavallers germans templers van ser arrestats. Felip va fer que els templers fossin acusats d'heretgia i molts altres càrrecs inventats, la majoria dels quals eren idèntics als càrrecs que anteriorment havien anotat els agents de Felip contra el Papa Bonifaci VIII.
Molay, com els seus companys, va ser sotmès a tortures dins la Gran Torre fins que al cap de deu dies va admetre alguns dels càrrecs: confessà haver apostatat en el moment del seu ingrés en l'orde però va negar haver induït companys a la sodomia. Llavors va ser posat en mans de la Inquisició. El papa envià una carta queixant-se no tan sols pel tracte que havia donat als detinguts sinó perquè s'havia atorgat una competència que no tenia. En el fons, Climent V tenia por d'acabar agredit pel rei francès, com havia passat amb el seu antecessor, i va permetre que la Inquisició portés el cas.Aquest tribunal, com de costum, no va investigar les acusacions i es va limitar a recollir declaracions de testimonis, ja fossin falsos o no, que corroboressin les acusacions. No obstant això, el papa envià dos cardenals a interrogar Jacques de Molay, el qual va dir que la seva confessió havia estat fruit de la tortura i es va declarar innocent de tots els càrrecs. Llavors el papa decidí acabar amb el procés, però Felip s'hi va negar.

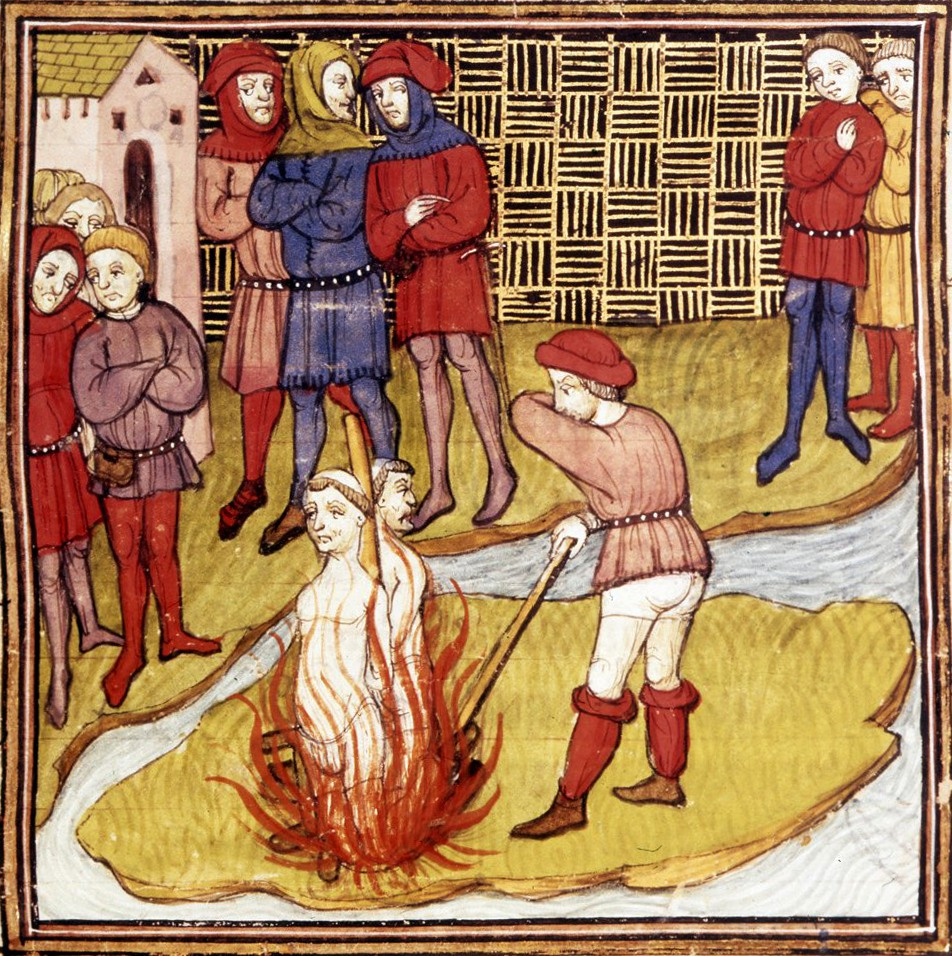
Molard cremat a la foguera en l'illot dels templers, en una il·lustració de la Crònica de França del s.XIV

L'agost del 1308 fou absolt pels cardenals i restituït en el si de l'Església. Però el procés contra els templers seguia i un any més tard, el 26 de novembre del 1309 va ser cridat a declarar en presència de Nogaret, el qual l'acusà d'heretgia en llatí. Ell va al·legar que no sabia prou llatí per defensar-se correctament i que només acceptava ser interrogat pel papa. El desembre del 1313 el papa formà una comissió de tres cardenals per jutjar-lo, juntament amb Hugues de Pairaud, mestre templer a França, Geoffroy de Gonneville, mestre a Aquitània i Poitou i Geoffroy de Charnay, mestre a Normandia. Aquesta vegada, però, no va tenir el suport del papa que temia ser ell l'acusat i va preferir creure's la declaració acusatòria d'Oliver de Penna, un testimoni òbviament comprat, ja que va poder fugir de la presó l'endemà de la seva declaració. Jaques i Geoffroy de Charnay insistiren en la seva innocència, per tant el jurat condemnà els altres dos a un empresonament de per vida, mentre que ells foren enviats a la foguera, sentència que es portà a terme aquell mateix dia a l'illa dels Templers. Jacques acceptà el seu destí i tan sols demanà que el deixessin resar abans de morir. Segons un testimoni florentí, uns religiosos van recollir el que quedava dels seus ossos i cendres i els van portar a Terra Santa.